# Manhã de Carnaval
"Manhã de Carnaval" é a canção mais popular de Luiz Bonfá e Antônio Maria, gravada para a trilha sonora do filme Orfeu Negro, de 1959. Esta canção se tornou tradicional nos meios de jazz estadunidense e é tocada regularmente também por muitos artistas internacionais. É considerada uma das mais importantes canções no mercado do jazz brasileiro nos Estados Unidos da América, que ajudou a estabelecer o movimento da bossa nova no final da década de 1950.
Existem também outras versões da música com letra adaptada para o inglês, mas a versão mais popular, até mesmo no exterior, ainda é a de nome e letra em português.  Vários grandes nomes da música já interpretaram esta canção, com versões instrumentais ou a versão original com vocais, como: Chet Atkins, John McLaughlin, George Benson, Placido Domingo, Stan Getz, Cher, André Rieu.
Manhã de Carnaval introduziu Luiz Bonfá à fama com reconhecimento internacional em 1959, com o lançamento internacional do filme Orfeu Negro, apresentando a bossa nova ao mundo todo com sua vasta produção sonora em discos de diversos artistas. Com a apresentação de vários shows de Luiz Bonfá no exterior, além de outros nomes populares do mercado de música internacional interpretando sua canção ao vivo nos auditórios de outros países (ver gravações abaixo), Luiz Bonfá ficava cada vez mais conhecido.

## A canção deOrfeu Negro
Embora a maioria das canções do filme Orfeu Negro tenham sido compostas por Antônio Carlos Jobim e Vinícius de Moraes, Manhã de Carnaval era uma das duas canções do compositor Luiz Bonfá, sendo "Samba de Orfeu" a outra canção. "Manhã de Carnaval" foi a canção que ficou popularizada e consagrada internacionalmente como o tema do filme. Tal foi o sucesso de Luiz Bonfá com a música que esta levou-o para os EUA para uma série de aparições na TV.

## Gravações de Manhã de Carnaval
(Todas versões abaixo foram lançadas com o nome de "Manhã de Carnaval" e cantadas em Português, exceto onde anotado)
- Luiz Bonfá, "Solo in Rio 1959 [LIVE], " faixa #11 & faixa #25(reprise), áudio CD, Selo: Smithsonian Folkways, Feb 22, 2005. lançada originalmente como: "O Violão de Luiz Bonfá", selo: Cook, (Brasil), 1959.
- "Orfeu Negro": O Filme. Dispat Films, (Brasil-França-Itália), diretor: Marcel Camus, Dezembro 1959.
- Luiz Bonfá e Antonio Carlos Jobim, "Black Orpheus, " a faixa Sonora faixa: #6,8, 11 e reprise com músico, Bola Sete: faixa #14, LP, selo: Fontana/Verve, EUA) 1959.
- Maysa, ao Vivo, canta, TV Video, Japão, 1960
- Vince Guaraldi, “Jazz Impressions of Black Orpheus,” (CD Julho 1991), selo: Original Jazz Classics, EUA Abril 1962.

(Nota: Luiz Bonfá toca violão e Perry Como canta com letra adaptada em Inglês)
- Luiz Bonfá, "Plays and Sings Bossa Nova, " faixa #5, LP (1962), CD (2000), selo: Polygram Records,

(Nota: Luiz canta e toca nesta gravação. Letra em Português), lançamento original: EUA, Março 1962.
- Luiz Bonfá canta e acompanha Perry Como (vocal), ao Vivo na rede de TV da NBC no programa "Kraft Music Hall", EUA, 1963.

(Note: Perry canta em Inglês sua versão de 1963, "Carnival")
- Gerry Mulligan, "Night Lights, " LP e CD, faixa #2, selo: Polygram Records (EUA), (original) Setembro 1963.
- Perry Como, "The Songs I Love, " LP, RCA, (EUA), 1963

(Esta é uma versão com letra em Inglês com título: Carnival)
- Dinah Shore, canta (em Portuguese) durante um episódio de "Dinah Shore" um  Show da temporada (1964-65) da rede de TV da ABC, EUA 1964.

(Nota: Dinah canta em Português, mas ela começa com a segunda estrofe e depois repete a mesma)
- Mongo Santamaria, "La Bamba" faixa #4, CD, label: Columbia (EUA), 1965.
- Luiz Bonfá e Caterina Valente, para TV show de variedades. Valente apresenta em The Hollywood Palace. Audio/Video,(EUA) 1965.
- Perry Como, "Slightly Latin, " LP, RCA, (EUA), 1966

(Esta é a mesma versão que a de Perry Como lançada em 1963 mas desta vez pelo título: "Manhã de Carnaval.")
- Cher, "Backstage", LP (1968), faixa #2, selo: MCA (EUA), 1968

(Nota: Cher canta a versão em inglês, chamada "Carnival")
- Frank Sinatra, "My Way, " LP (1969) e CD (1990), faixa #7, selo: Warner Bros. (Reino Unido), 1969.

(Nota: Frank lança a versão com letra em inglês, inédita, de "A Day in the Life of a Fool" ---Trad. Pt. "Um Dia na Vida de um Tolo.")
- Clara Nunes, e Paulo Gracindo, "Brasileiro Profissão Esperança, " faixa #7, LP, selo: Odeon, Brasil (1974)
- Joan Baez, "Joan Baez In Concert, " "First 10 Years" e "Golden Hour, Vol.2, " CD, selo: Vanguard Records,(EUA) Janeiro 1976.
- Cal Tjader, “Grace Cathedral Concert [LIVE],” faixa #3, CD, selo: Fantasy (EUA), Maio de 1976.
- Earl Klugh, "Living Inside Your Love (Remastered), " CD, faixa #8, selo: Blue Note (EUA), 1976.
- Tori Amos, "Mission Impossible 2 Soundtrack",(2000) Hollywood Records, faixa #15, Maio de 2000
- Julio Iglesias, "Mañana de Carnaval, ", Ao vivo em Jerusalém, DVD, selo: Xenon, 1981 e compacto, selo: SMI Artist, (Países Baixos), Novembro de 1978.

(Nota: Julio canta versão em espanhol)
- Chet Atkins, Earl Klugh e George Benson, turnê ao vivo, EUA, 1978
- Oscar Peterson, "The Paris Concert, " Outubro 1978.
- Ahmad Jamal e Gary Burton, "Ahmad Jamal in Concert, " gravado durante o MIDEM 1981, para produção de televisão, dirigido por John Whited, 1981.
- Clara Nunes, ao Vivo, canta, TV Nhk, Vídeo no Japão, Agosto de 1982
- Patricia Barber, "Café Blue, " CD, selo: Blue Note/Mobile Fidelity, Junho de 1984.
- Chet Atkins, "Guitar for All Seasons, " disco 2, selo: RCA (EUA), 1985.
- Nara Leão, Live, canta e toca, TV Rede Manchete, Brasil 1988
- Barney Wilen with The Mal Waldron Trio, "Movie Themes from France, " CD, selo: Timeless/Alfa Jazz (França), 1989.
- Tuck Andress, "Reckless Precision, " CD, selo: Windham Hill Records (EUA), Janeiro 1990.
- "Black Orpheus (Orfeu Negro): The Original Sound Track from the Film, " participated by: Antonio Carlos Jobim, Luiz Bonfá, Studio: Verve. 1990
- "Concert for Planet Earth, " John Michael Phillips, diretor (filme), gravado ao Vivo, 7 de Junho de 1992, durante o Earth Summit, inclui: The Wynton Marsalis Septet, Antonio Carlos Jobin, Placido Domingo, e orquestra dirigida & regência de John DeMain. Rio de Janeiro, Brasil para televisão, (EUA) 1992.
- Ray Brown, “Black Orpheus,” faixa #3, CD, selo: Evidence, Fevereiro 1994.
- Leny Andrade, "Maiden Voyage, " CD, selo: Chesky Records, Janeiro 1994.
- Camila Benson, "Memoires, " faixa #8, CD, selo: One Voice Records, Abril 1995.
- Stan Getz, “Bossa Nova: Verve Jazz Masters 53, " faixa #4, CD, selo: Polygram Records, Março 1996.
- John McLaughlin, “Guitar Trio: Paco de Lucia, John McLaughlin, Al DiMeola.” faixa #4, CD, selo: Polygram Records. Outubro 1996.
- Luís Miguel, "Romances, " "Mañana de Carnaval, " CD, faixa #14, selo: Warner Music Latina, (México), Agosto 1997

(Nota: Luís canta versão em espanhol)
- Placido Domingo, Jose Carreras e Luciano Pavarotti, "Os 3 Tenores - Concerto Ao Vivo, Paris, Durante a Abertura dos Jogos da Copa do Mundo de Futebol, " televisão, (França), 1998.
- Luiz Bonfá, "The Bonfa Magic", CD, faixa #11, selo: Fan/Milest (Zyx), (Alemanha), Maio 1999
- Gal Costa, Maria Bethânia & Luciano Pavarotti, ao Vivo em Salvador (Bahia), com a Orquestra Sinfônica da Bahia,, o show "Pavarotti na Bahia" em homenagem aos 500 anos do descobrimento, Vídeo para televisão, Brasil, 8 de Abril de 2000
- Luciano Pavarotti e Caetano Veloso, Ao Vivo: em "Pavarotti & Friends for Cambodia and Tibet", CD, faixa #18, selo: Decca, (Itália), 2000

(Note: VHS lançado em Inglês pela Polygram Records, em 28 de julho de 2001, contém a seleção na faixa #20. EUA)
- Daniel Barenboim, "Brazilian Rhapsody, " CD, selo: Teldec, Maio 2000.
- Luiz Bonfá, "Composer of Black Orpheus Plays and Sings Bossa Nova, " (original lançado em 1962), faixa #5, CD, Polygram Records, selo: Verve (EUA), Março de 2000.
- Baden Powell, "Minha História", (1995) Universal Music Ireland, Ltd, and "The Best of Baden Powell, " CDs. selo: Mercury Phonogram (Japão), Julho de 2000.
- Emilio Santiago, "Bossa Nova, " ao Vivo, canta com orquestra no Rio de Janeiro, DVD, Brasil 2000
- Paquito D'Rivera, “Brazilian Dreams,” faixa #3, CD, selo: Mcg Jazz, 2001.
- Emilio Santiago, "Bossa Nova, " faixa #6, CD, selo: Sony Music Distribution (Brasil)e faixa #10, CD, selo: Maxximum (2005), Sony 2001
- Peter Almqvist, "My Sound: Solo and Duets, " faixa #10, CD, selo: Storyville Records, Janeiro 2001.
- Ray Barreto, "Gourmet Music Deluxe: Brazil, " (Vários Artistas) & "Latino, " CD, selo: Zyx Artist, (Alemanha), 2001.
- Maria Bethania e Hanna Schygulla, no show de entrega do Prêmio Abitfashion, Live, Video, Maio 2002.
- Benoit Jazz Works, "Watch What Happens, " faixa #13, CD, selo: The Orchard, Junho 2002.
- Astrud Gilberto, "The Diva Series, " CD, faixa #7, Verve Records, EUA, Maio 2003.
- Oscar Castro Neves, Playful Heart, CD, faixa #5, selo: Mack Avenue, EUA, Setembro 2003.
- Franck Pourcel, "The Movie Collection Vol.2, " CD, faixa #19, selo: EMI Brasil, Janeiro 2004.
- Graham Anthony Devine, "Manhã de Carnaval- Guitar Music from Brazil, " faixa #8, CD, selo: Naxos, Alemanha, Março 2004.
- André Rieu and Carla Maffioletti, ((em português)) ao Vivo com orquestra. e "Flying Dutchman" faixa #12, CD, selo: Denon, (Holanda), 2005
- Ed Bickert, "At Last: Live Toronto, Canada 1976, " faixa #6, CD, selo: Mambo Maniacs, Fevereiro 2005.
- Carly Simon, "Into White, " faixa #6, CD, selo: Sony (EUA), 2006
- Carmen Paris, Un Tributo a Brasil, com Manana de Carnaval, faixa #4, CD, 2007
- Nara Leão, "Garota de Ipanema, " faixa 1 lado 2, LP (1986) & CD selo: Philips (LP)-Universal (CD), Brasil (CD) 2007
- Frank Evans, Ballade: jazz guitar of Frank Evans, track #7, CD label: BB/C107
- Jose Pastor, Spain, CD, track #7, CD label: AclamaSion (2008)
- Natasha Wood, "Fala Bashu: Drifting into Unconsciousness", CD 2008
- Dexter Gordon, "Gettin' Around"
- Nicole Henry, "Embraceable", CD 2011
- will.i.am, "Smile Mona Lisa", #willpower, 2013 (canção em inglês baseada na original)

## Versão com letra em outras línguas
Várias versões com letra em outras línguas foram escritas. A canção pode ser encontrada em francês, inglês, espanhol e italiano, dentre outros idiomas.
- Frida Boccara, cantora francesa nascida em Marrocos, foi uma das primeiras artistas a terem interpretado a canção numa língua estrangeira, tendo esta sido a versão em francês de 1959 intitulada "La Chanson d’Orphée", cujo título traz uma referência ao filme ítalo-franco-brasileiro Orfeu Negro, que incluiu Manhã de carnaval em sua trilha sonora.
- A ítalo-francesa Caterina Valente criou em 1960 uma versão em italiano, com o título La canzone di Orfeo, nas palavras de Mario Panzeri e Marisa Sannia, e em 1970 gravou a canção no single La sirena/La canzone di Orfeo[3] e no álbum Marisa Sannia canta Sergio Endrigo... e le sue canzoni.
- Também a ítalo-egípcio-francesa Dalida gravou as versões em francês (La chanson d'Orphée) e italiano (La canzone di Orfeo), no início dos anos 1960.
- O grupo latino-mediterrâneo French Latino propõe uma versão franco-brasileira no 2018 álbum "La vie en Rose”.[4]
- Luís Miguel e Julio Iglesias cantam a versão popular em espanhol, com título Mañana de Carnaval, embora com ritmos bem diferentes em cada versão hispânica.
- Cher, George David Weiss, Hugo Peretti e Luigi Creatore escreveram uma letra chamada Carnival. Esta foi a versão gravada por Perry Como em 1963, e de novo, com o nome original, Manhã de Carnaval, três anos depois, em 1966.[5]
- Carl Sigman escreveu versão de letra em inglês intitulada A Day in the Life of a Fool, novamente adaptando à música original de Luiz Bonfá.[6]
- Ziad Al Rahbani, compositor libanês, adaptou em 2002  Manhã de Carnaval com o nome Shou Bkhaf, em língua árabe (trad. Pt. "Como Temo"), com letra de Ziad Al Rahbani---um dos líderes em Jazz Oriental.
- Fairouz, cantora libanesa muito conhecida no mundo árabe, lançou a canção em seu álbum intitulado Wala Kif.